# Beerkrieg
Beerkrieg, hrvatski glazbeni sastav iz Sinja.

## Povijest
Okupili su se lipnja 2011. u Ksavinoj konobi s namjerom zasvirati. Na njihov rad su utjecali, kako sami kažu "Alcohol, krieg, occult, Star Wars, Sven Hassel". Do 2013. nisu ništa radili, a nakon što smo naučili sirove osnove speeda, zaredali su radovi i nakupilo se poprilično materijala. Prvi su put nastupili 16. ožujka 2013. na punkerskoj zabavi. Svirali su i na lokalnom festuvakz festivalu gdje su snimili nastup pod nazivom Pakao na S.A.R.S.-u. Rujna 2013. snimili su prvi studijski album u studiu SSSR, u Otoku, pod nazivom Pakao nad Sinjom. Prvi su put nastupili izvan Sinja 27. prosinca 2013. u Splitu. 2014. godine imali su nešto nastupa i u rujnu su snimili album Panzeta Division. 2015. godine sve više sviraju rock.
Na izbor imena je utjecalo što su svi članovi čitali ratne romane Svena Hassela i slušali bendove poput Tankarda i Wehrmachta pa su spojili alkohol i rat te dobili Beerkrieg. "Beer" je u imenu jer je netko od članova izgovorio Beerkrieg umjesto Blitzkrieg, a svi vole pivu. Stilski se provlače od punka to thrash metala. Prvo su svirali punk zato što nisu znali svirati thrash, pa su postupno miješajući različite žanrove od punka crossovera preko heavy metala došli do thrasha. Svoje tekstove opisuju kao mračne, sarkastične. Vole svirati riffove "stare škole", staru školu punka, obrađivati djela izvođača poput Motorheada, Sodoma i Sinana Sakića. Na zamisli za skladbe dolaze "a Čitajući stripove, knjige, gledajući glupave filmove, opijajući se i slušajući omiljene bendove."

## Diskografija
Diskografija:
- Demo 2011/2012+Ljuta sarma, kompilacija
- Pakao na S.A.R.S-u, album uživo
- Pakao nad Sinjom, studijski album
- Panzeta Division, studijski album
- SS-666, EP

## Članovi
Dio članova svirao je u sastavu Armatusu. Članovi su dosad bili:
- ANTE - vokal
- KSAVO - bubnjar
- DADO - gitara
- BRANE - basist
- (PIJANI HANS - Alkoreichsadler)
- (JOZO CIROZA - Schnapsfuchs)

## Vanjske poveznice
- Facebook
- Bandcamp
- STIMULANS, Mesmera i Beerkrieg - ZloSTavljanje u Kocki 18. prosinca 2015.  Perun.hr